# Tosty francuskie

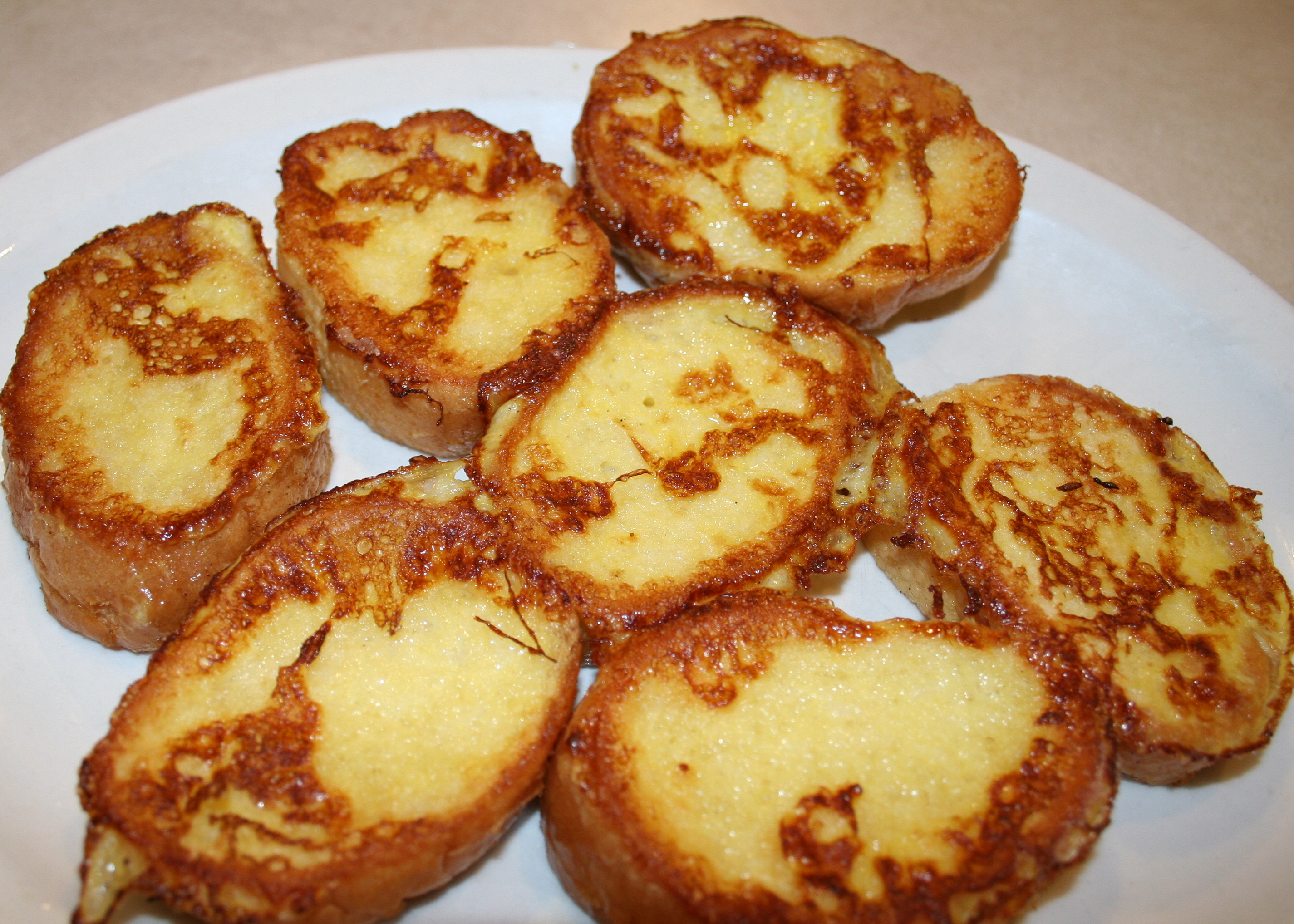
Przykład podania

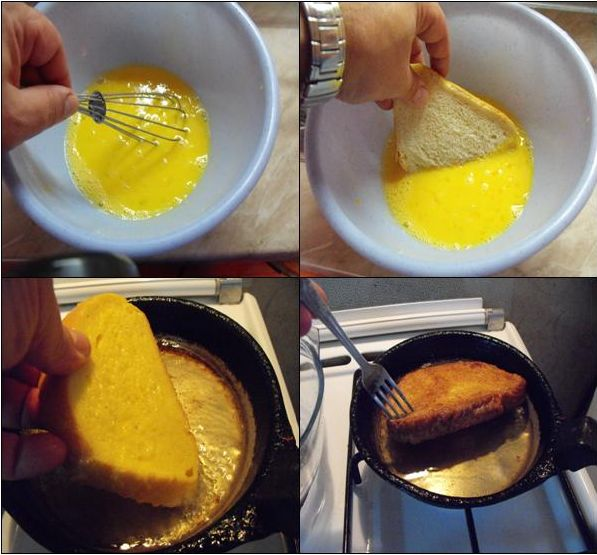
Etapy przyrządzania

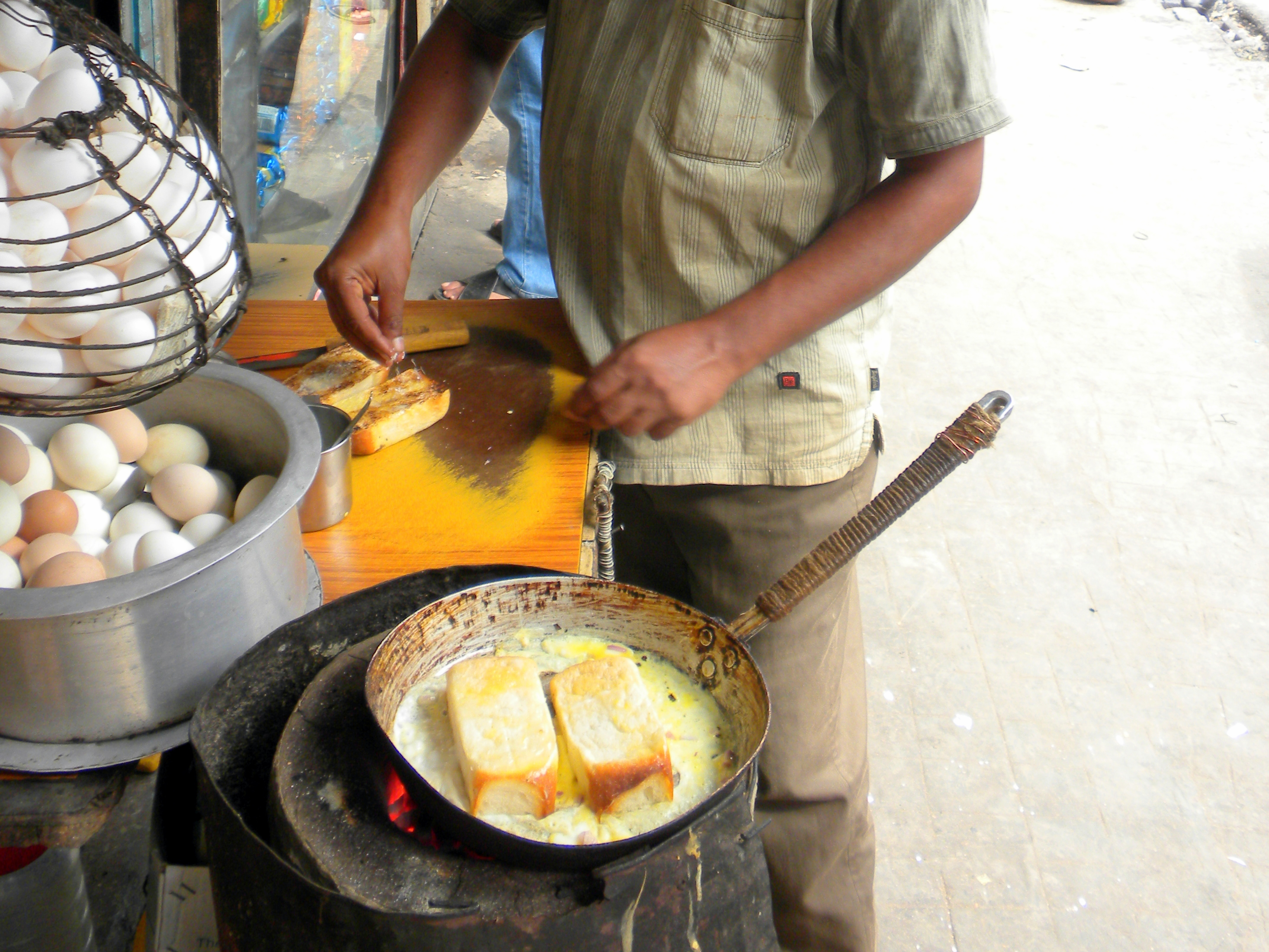
Jako street food w Indiach (Kalkuta)

Tosty francuskie – potrawa z chleba, mleka i jajek. Kromki dowolnego pieczywa macza się w jajkach roztrzepanych z mlekiem i smaży obustronnie na patelni posmarowanej tłuszczem.
Używane pieczywo nie musi być świeże, można wykorzystać kromki chleba czerstwego.
W kuchni francuskiej nazywane fr. le pain perdu „chleb stracony”, w Katalonii znane jako kat. les rostes de Santa Teresa „tosty świętej Teresy”.

## Warianty i sposoby podania
Gdy tost jest serwowany na słodko, do masy jajecznej dodaje się np. wanilię lub cynamon. Po smażeniu można położyć na tost np. jogurt, owoce i polać syropem klonowym lub posypać cukrem pudrem. Można je też podać np. z duszonym jabłkiem (lub gruszką) z cynamonem.
Kiedy potrawę podaje się na wytrawnie, masę jajeczną przyprawia się solą i pieprzem. Po usmażeniu można polać je pikantnym sosem lub keczupem. Podaje się je np. z jajkiem sadzonym na bekonie lub jajkiem w koszulce. Z tostów francuskich można zrobić sandwicze – przykładowo z serem żółtym, wędliną, pomidorem i szczypiorkiem.